# Studioni (Krasnoiarsk)
|  | Per a altres significats, vegeu «Studioni». |

Studioni (en rus: Студёный) és un poble (un possiólok) del krai de Krasnoiarsk, a Rússia, que en el cens del 2010 no tenia cap habitant. Pertany al districte de Kuràguino.